# Михаило Анђелко Арнаутовић
Михаило Анђелко Арнаутовић (Цетиње, 21. новембар 1935) је црногорски сликар и педагог.

## Биографија
Михаило Анђелко Арнаутовић је 1965. завршио Педагошку академију у Никшићу. Радни век је провео у Херцег Новом бавећи се унутрашњом декорацијом и педагошким радом.
Уметничку школу је завршио у Сплиту. Студирао је на Филозофском факултету у Никшићу, на одсеку за сликарство. Био је добитник стипендије савезног министарства за културу за усавршавање сликарства у Паризу. Специјализовао је зидно сликарство и унутрашњи ентеријер у Паризу ("Ecole de Bozar").
Излагао је на великом броју самосталних и колективних изложби у Југославији и иностранству.

## Награде[2]
- 1969 - Награда шестог Херцегновског зимског салона
- 1970 - Прва награда салона 13. новембар Цетиње
- 1970 - Награда Завичајног музеја Херцег Новог
- 1976 - Награда Центра за културу Цетиње, на салону 13. новембар
- 1973 - Награда Фонда за ликовно унапређење „Моша Пијаде", за ликовну уметност
- 1975 - Награда петог Тријенала савременог цртежа у Сомбору
- 1985 - Награда за сликарство у галерији „Barletti" (Италија)
- 1973 - Награда Монтенегро за ентеријер Плаве шкољке (Словенска плажа)
- 1985 - Награда града Котора за ентеријер рибљег ресторана „Галион"